# Вымыслув (гмина Мехув)
Вымы́слув (пол. Wymysłów) — село в Польше в сельской гмине Мехув Мехувского повета Малопольского воеводства.
Село располагается в 4 км от административного центра повета города Мехув и в 33 км от административного центра воеводства города Краков.
В 1975—1998 годах село входило в состав Келецкого воеводства.